# 東洋 (心理学者)
東 洋（あずま ひろし、1926年2月3日 - 2016年12月13日）は、日本の心理学者。Ph.D（イリノイ大学・1960年）。東京生まれ。多岐にわたり日本における教育心理学・発達心理学・教育工学の分野に業績を残した。

## 経歴
- 1949年 東京大学文学部心理学科卒業。
- 1960年 イリノイ大学大学院博士課程修了（教育心理学）。
- 1962年 日本女子大学助教授（児童学）。
- 1964年 東京大学助教授。
- 1971年 東京大学教授。
- 1984年 日本教育工学会初代会長。
- 1986年 定年退官、東京大学名誉教授、白百合女子大学教授
- 1996年 退職
- 2010年秋 瑞宝中綬章受章
- 2016年12月13日 肺炎で死去。

## 著書
- 『子どもの能力と教育評価』 東京大学出版会（UP選書）1979
- 『子どもがよろこぶことばの遊びと導き方』あすなろ書房 1980
- 『教育学大全集 28 学習指導論』第一法規出版 1982
- 『子どもにものを教えること 子どもと教育を考える』岩波書店 1984
- 『教育の心理学 学習・発達・動機の視点』柏木恵子編 有斐閣 1989
- 『日本人のしつけと教育 発達の日米比較にもとづいて』東京大学出版会（シリーズ人間の発達）1994

### 共編著
- 『こども三面鏡 心理と教育と医学からみた育児ブック』中村孝,藤永保共編 国土社 1964
- 『教授と学習』第一法規（教育学叢書）1968
- 『学習と思考』大山正共編 大日本図書（心理学入門講座 新版）1969
- 『講座心理学 8 思考と言語』 東京大学出版会 1970
- 『児童心理学』依田新共編 新曜社 1970
- 『教育工学講座 3 教授・学習システム』 大日本図書 1971
- 『学習心理学』坂元昂共著 新曜社 1977
- 『心理学研究法 14 データ解析 1』 東京大学出版会 1978
- 『児童心理 こころの成長の諸条件』永野重史共著 旺文社（テレビ大学講座）1980
- 『教育心理学講座 1 教育の心理学的基礎』 朝倉書店 1982
- 『これがコンピュータ教育だ 世界のカリキュラム・実践 日本のコンピュータ教育を拓く』坂元昂共編 ぎょうせい 1987
- 『応用心理学講座 9 教授・学習の行動科学』滝沢武久共編 福村出版 1991
- 『文化心理学 理論と実証』柏木惠子,北山忍共編 東京大学出版会 1997
- 『社会と家族の心理学』柏木惠子共編 ミネルヴァ書房（流動する社会と家族）1999

### 翻訳
- L.M.ストリュロウ『プログラム学習の心理学 フィードバックのある学習』芝祐順共訳 国土社 1963
- R.W.ヒース『新カリキュラム』国土社 1965
- イヴァン・イリッチ『脱学校の社会』小沢周三共訳 東京創元社 1977
- J.G.グリーノ『問題解決の過程 幾何の課題による研究』山口修平共訳 サイエンス社 1985

## 論文
- 「ミュラー・リエル錯視外向図形に於ける経験の効果」 『心理学研究』 第22巻 2号 1952
- 「要求と関係づけられた刺激の閾値について」 『千輪浩先生還暦記念論文集 最近心理学の諸問題』 東京大学・同記念事業委員会発行 1952
- 「心理学の諸学派が教育心理学に果たした役割 3. 行動主義」 『現代教育心理学大系 1. 総論』 中山書店 1958
- 「動機づけ」 『現代教育心理学大系 5. 学習指導の基礎』 中山書店 1958
- 「概念学習におけるストラテジーの問題」 『心理学評論』 第7巻 2号 1963
- 「反応形成の基礎理論」 『学習心理』 第3巻 10号 1963
- 「信頼性と妥当性」 『心理学評論』 第8巻 1号 1964
- I. J. Cronbach と共著 "Cueresponce correlations in the attainment of a scalar concept", American Journal of Psychology, Vol. 79, No. 1, 1966
- 「教授学の構想」 『教育学全集 1. 教育学の理論』 小学館 1968
- 「授業の心理学」 『教育学全集 4. 教授と学習』 小学館 1968
- 「学習指導の最適化」 『学習心理学ハンドブック』 金子書房 1968
- 「コンピューターと自動教育」 『心理学評論』 第12巻 2号 1969
- 「知的行動とその発達」 『児童心理学講座 4. 認識と思考』 金子書房 1969
- 「教育における実験の問題」 高木貞二編 『現代心理学の課題』 東京大学出版会 1971
- 「教育における実験の問題」 『教育学研究』 第39巻 1972
- 「学習環境論」北川敏男ほか編 『講座情報社会科学 12. 学習する社会 III』 学習研究社 1973
- 「教育工学について」 『日本教育工学雑誌』 1 1976
- "R. D. Hess と共著 「子どもの認知発達に及ぼす母子間言語環境の影響」 『教育心理学年報』 第16集 1976
- "The decade of educational technology ", Research in Educational Technology, Vol. 1, No. 1, 1976
- 「発達とは何か」 詫摩武俊ほか編 『発達心理学の展開』 新曜社 1982
- "Psychology in a non-Western country", International Journal of Psychology, 19, 1984
- 柏木恵子と共著 "Descripter for an intelligent person: A Japanese study", Japanese Psychological Research, Vol. 29, 1987
- R. D. Hess と共著 "Cultural support for schooling: Contrast between Japan and Unied State", Educational Research, 20, 1991